# 马厂塬遗址
马厂塬遗址，又名马厂遗址，位于中华人民共和国青海省民和县马场垣乡（一说川口镇边墙村），是于1924年在青海境内发现的新石器时代遗址，文化上属于马家窑文化下的马厂类型。1988年，马厂塬遗址入选第三批全国重点文物保护单位。

## 发掘历史
民国12年（1923年）6月21日，为调查中国仰韶文化与中亚安诺文化、东欧特里波列文化是否存在联系，来自瑞典的考古学家安特生亲赴位于河西走廊的城市兰州，沿着湟水河谷向西宁方向进行考察。翌年7月，安特生派一位庄姓助手再赴湟水流域考察，在民和县发现了马厂塬遗址，安特生遂将之划入“马家窑文化马厂类型”，记载于他撰写的《甘肃考古记》一书中。民国26年，燕京大学曾派出考察团考察该遗址。民国36年（1947年）、民国38年（1949年），中国考古学家裴文中两度对马厂塬遗址进行了一系列调查，确定了遗址的文化性质。
中华人民共和国成立后，青海省人民政府于1956年8月3日将遗址公布为首批省级文物保护单位，中国社会科学院考古研究所在1957年赴马厂塬遗址调查，青海省文物管理处、青海省考古队等机构先后于1982年、1984年和1987年等年份赴马厂塬遗址进行调查和复查，对遗址进行了全面测绘与文物征集工作。自1923年马厂塬遗址发现以来，遗址时遭盗掘，直至1988年1月13日马厂塬遗址入选第三批全国重点文物保护单位后，盗掘现象才得以被逐渐制止。2000年4月，中华人民共和国将马厂塬遗址列入第十个五年计划中的“全国大遗址保护展示体系建设规划项目”。

## 遗址概况
马厂塬遗址所属的马家窑文化马厂类型经碳-14断代，其历史年代在距今2200—2000年的新石器时代至青铜时代之间，遗址分布于湟水南岸的第二台地上，总面积近3万平方米，除主要的马厂类型文化外，亦错有齐家文化、卡约文化上孙类型和辛店文化姬家川类型等文化遗存。遗址中部有个三角形大坑，将遗址分为东、西、北3部分，遗址东部地理上紧邻现今的村庄，分布有墓葬与零散陶片，边缘偶有辛店文化姬家川类型的墓葬，遗址中部为马家窑文化马厂类型的居住区，北偏西侧还有约800平方米的辛店文化姬家川类型生活遗址。遗址文化层堆积达0.5—1.5米厚，断面有灰层、灰坑、残陶片、石器和骨器等遗物，亦有玉斧、石刀和骨针等生活器具。
1924年在遗址范围内发现2座墓葬，出土的彩陶包括1件饰以内彩雷纹的陶碗，1件饰以4个大圆圈纹路的小口、广肩双耳瓮，以及2件饰以横竖线条的双耳罐。在其后的盗掘与考察中，出土的陶器许多与前述纹路相似，这类陶器与半山遗址出土的陶器有相似之处，但材质较半山遗址陶器更为粗糙，器型有彩陶的壶、盆、瓮、罐，以及粗陶的罐等，粗陶常饰以绳纹，而彩陶的陶衣以红色、紫色为主，纹饰颜色主要为黑色，亦有红黑相间、黑边红带的色彩，风格上则有圆圈纹、变形蛙纹、菱形纹、平行线纹、连弧纹和方格纹等品类，经检测，这些陶器的年代约在新石器时代中晚期，后被考古学界命名为马家窑文化下“马厂类型”或“马厂期”。此后，于乐都发现的柳湾遗址、甘肃金昌发现的鸳鸯池遗址等考古遗址的部分出土物等皆被归入该类型文化。
在马厂类型文化之外，遗址亦有发现马家窑文化马家窑类型（以饰以平行条纹的彩陶片为代表）、齐家文化（以泥质红陶罐、双大耳罐和折肩蓝纹壶为代表）、辛店文化（包括夹砂红陶罐，饰以绳纹的罐、鬲、豆、盆、瓮，以及饰以双钩羊角形纹、连续回纹、S形纹和太阳形纹的彩陶壶、罐等）、唐汪式陶器（以夹砂红陶罐和饰以涡纹的彩陶壶为代表）等五种不同类型的陶器遗物。